# Distrikt San Miguel (La Mar)
Der Distrikt San Miguel liegt in der Provinz La Mar in der Region Ayacucho in Südzentral-Peru. Der Distrikt wurde am 18. März 1861 gegründet. Er besitzt eine Fläche von 451 km². Beim Zensus 2017 wurden 11.168 Einwohner gezählt. Sitz der Provinz- und Distriktverwaltung ist die 2661 m hoch gelegene Kleinstadt San Miguel mit 3948 Einwohnern (Stand 2017). San Miguel liegt etwa 30 km nordöstlich der Regionshauptstadt Ayacucho.

## Geographische Lage
Der Distrikt San Miguel liegt in der peruanischen Zentralkordillere im zentralen Westen der Provinz La Mar. Der Río Torobamba entwässert das Areal nach Südosten zum Río Pampas.
Der Distrikt San Miguel grenzt im Südwesten an die Distrikte Acocro, Acos Vinchos und Quinua (alle drei in der Provinz Huamanga), im Nordwesten an den Distrikt Tambo, im Osten an die Distrikte Samugari, Anchihuay und Anco sowie im Südosten an den Distrikt Chilcas.

## Ortschaften
Neben dem Hauptort gibt es folgende größere Ortschaften im Distrikt:
- Cochas (242 Einwohner)
- Huayanay (223 Einwohner)
- Illaura (237 Einwohner)
- Llausa (275 Einwohner)
- Magnupampa (245 Einwohner)
- Ninabamba (549 Einwohner)
- Patibamba (330 Einwohner)
- Tranca (248 Einwohner)